# Heteropatella valtellinensis
Heteropatella valtellinensis är en svampart som först beskrevs av Giovanni Battista Traverso, och fick sitt nu gällande namn av Hans Wilhelm Wollenweber 1931. Heteropatella valtellinensis ingår i släktet Heteropatella och familjen Helotiaceae.   Inga underarter finns listade i Catalogue of Life.